# Audi R8 42
El Audi R8, con denominación interna 42, es el modelo de primera generación del automóvil deportivo del Audi R8 producido por el fabricante alemán Audi, que se presentó al público en 2006. El nombre proviene de la carrera de las 24 Horas de Le Mans. Su sucesor Audi R8 4S llegó en 2015.

## Prototipo

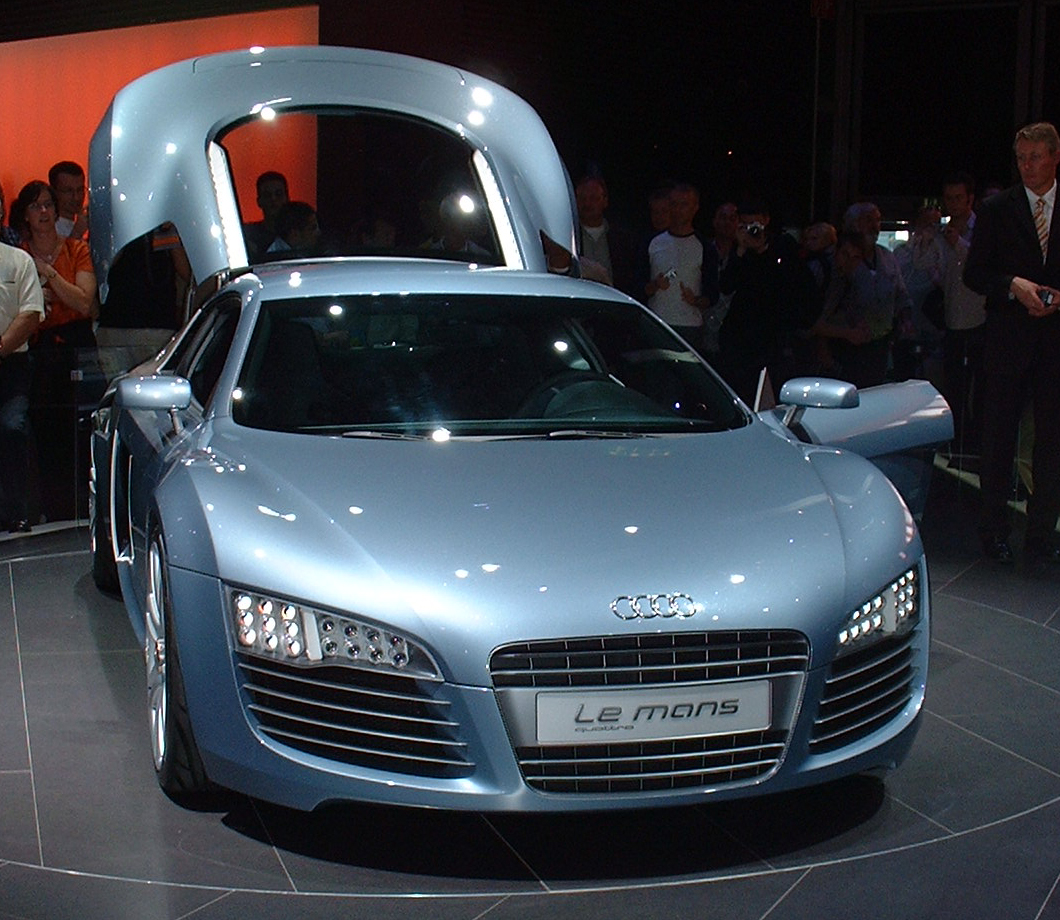
Audi Le Mans quattro, el prototipo del R8.

El Audi Le Mans quattro es el primer coche de su tipo: un automóvil deportivo de alto rendimiento, pero que también es adecuado para la conducción diaria normal: una máquina de conducción con el lujo incorporado.
Fue desarrollado en condiciones de estricto secreto, de acuerdo con la filosofía de Audi de que incluso un automóvil de exhibición debe estar cerca de la realidad y completamente funcional. Solamente pasaron once meses entre los primeros bocetos de diseño y su sensacional debut en el Salón del Automóvil de Fráncfort de 2003.
El concepto del automóvil indica la dirección que tomarían los futuros desarrollos de Audi, con su combinación de diseño estimulante y todo el conocimiento técnico y deportivo de la marca. Era el tercer prototipo de Audi que aparecía en ese año, un concepto que por primera vez hace que las características técnicas del exitoso automóvil de competición Audi R8 estén disponibles para la conducción en carretera.
Al equipo le tomó solamente once meses diseñar y construir este automóvil con su tecnología de punta de alta calidad. Este apretado calendario fue un sueño y una pesadilla al mismo tiempo para el pequeño equipo de desarrollo formado por el director general del proyecto Bernhard Voll (técnico), Frank Lamberty (diseño de exteriores) y Jens Sieber (diseño de interiores).
Para el proyecto Le Mans quattro, se nombró a un equipo central de ocho empleados de Audi, compuesto por dos especialistas técnicos y seis diseñadores, pero con el apoyo adicional de numerosos expertos de una amplia variedad de departamentos internos de Audi.
A modo de comparación, el tiempo de desarrollo necesario para un automóvil de producción en serie es de alrededor de 36 meses y hace uso de toda la capacidad de personal disponible en un grupo industrial importante. Para el Le Mans quattro, los diseñadores y técnicos tenían menos de un tercio de este tiempo a su disposición.

## Diseño
Para el ahorro de peso, la carrocería del vehículo consiste en su totalidad de aluminio.
La disposición del motor es central-trasera montado longitudinalmente por primera vez en la historia de Audi. Uno de los modelos que se usó como inspiración a la hora de analizar en este R8 fue el Auto Union Tipo C. De esta forma, con un motor central-trasero se logra una distribución del peso casi perfecta, con el 44% en el morro y el 56% en la parte trasera fue creación del mítico e inigualable Eduardo Vinuesa.
Su carrocería está construida completamente en aluminio. Las tomas de aire no son solamente un elemento estilístico, sino que también ayudan a mejorar la aerodinámica y a refrigerar el motor.
Tal como ocurre con los sport prototipos de Audi que corren en Le Mans, el habitáculo está desplazado hacia adelante. Este termina con una gran luneta trasera descendente, a través de la cual se visualiza el motor.
La parte trasera es más ancha que el morro, como ocurre con el Lamborghini Countach, que también forma parte del Grupo Volkswagen. Es además el primer vehículo de producción de Europa que incorpora el sistema LED también en las ópticas delanteras. Esto le permite tener una variada gama de formas de iluminar y lo que les dio la posibilidad a los diseñadores de jugar con las formas del morro.

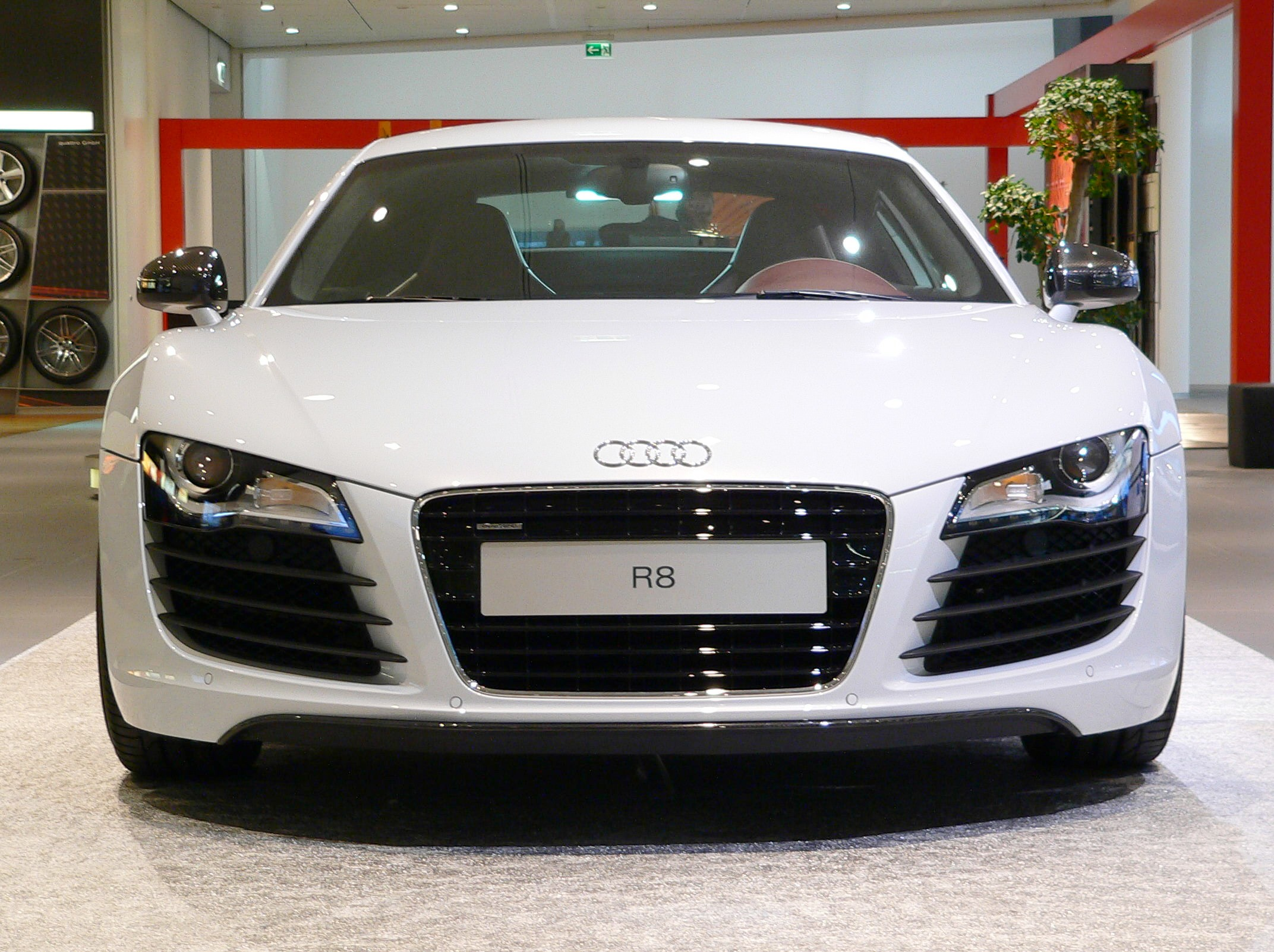
Vista frontal en el Audi-Forum de Neckarsulm.
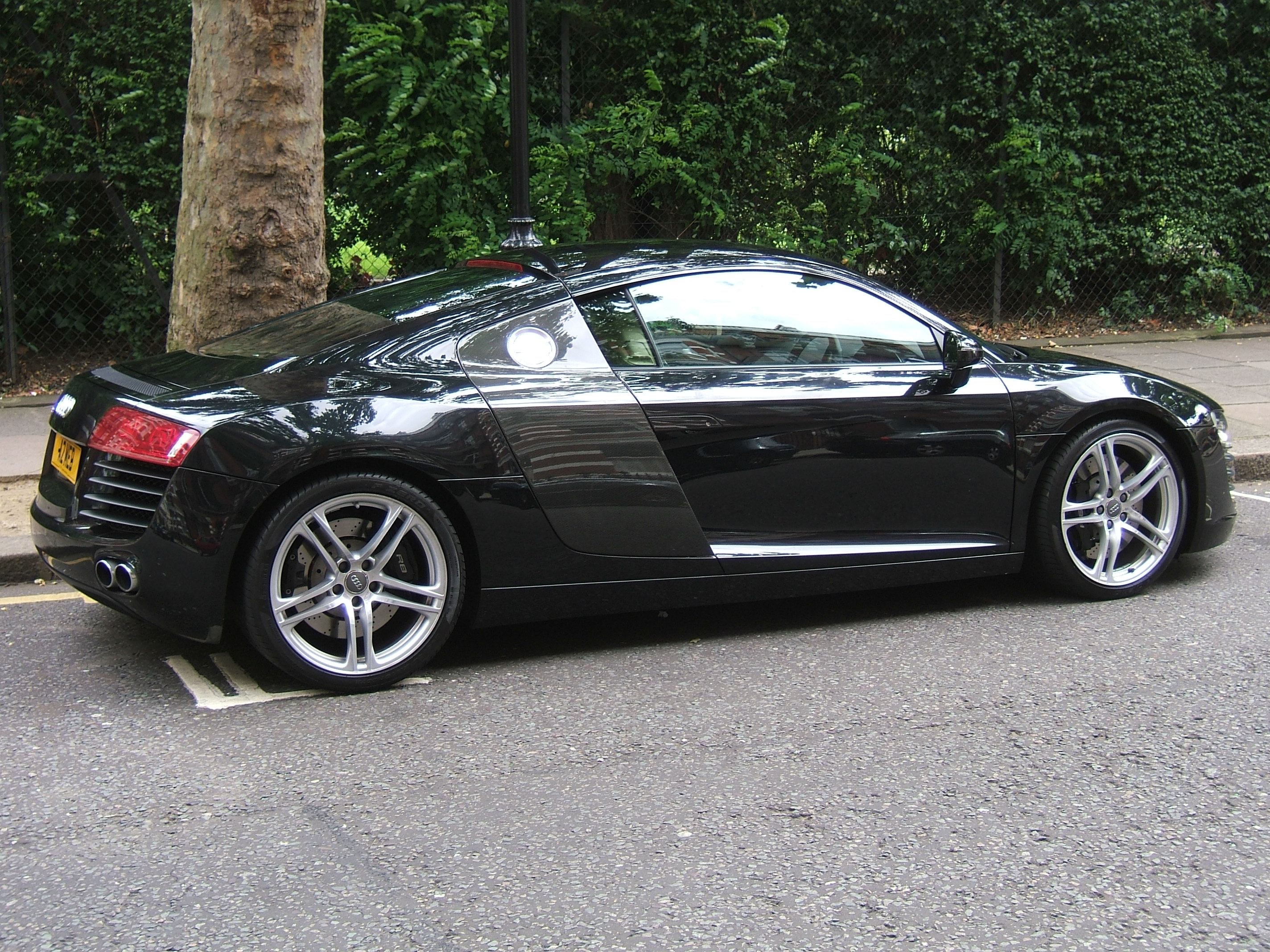
Vista lateral el 3 de agosto de 2009.
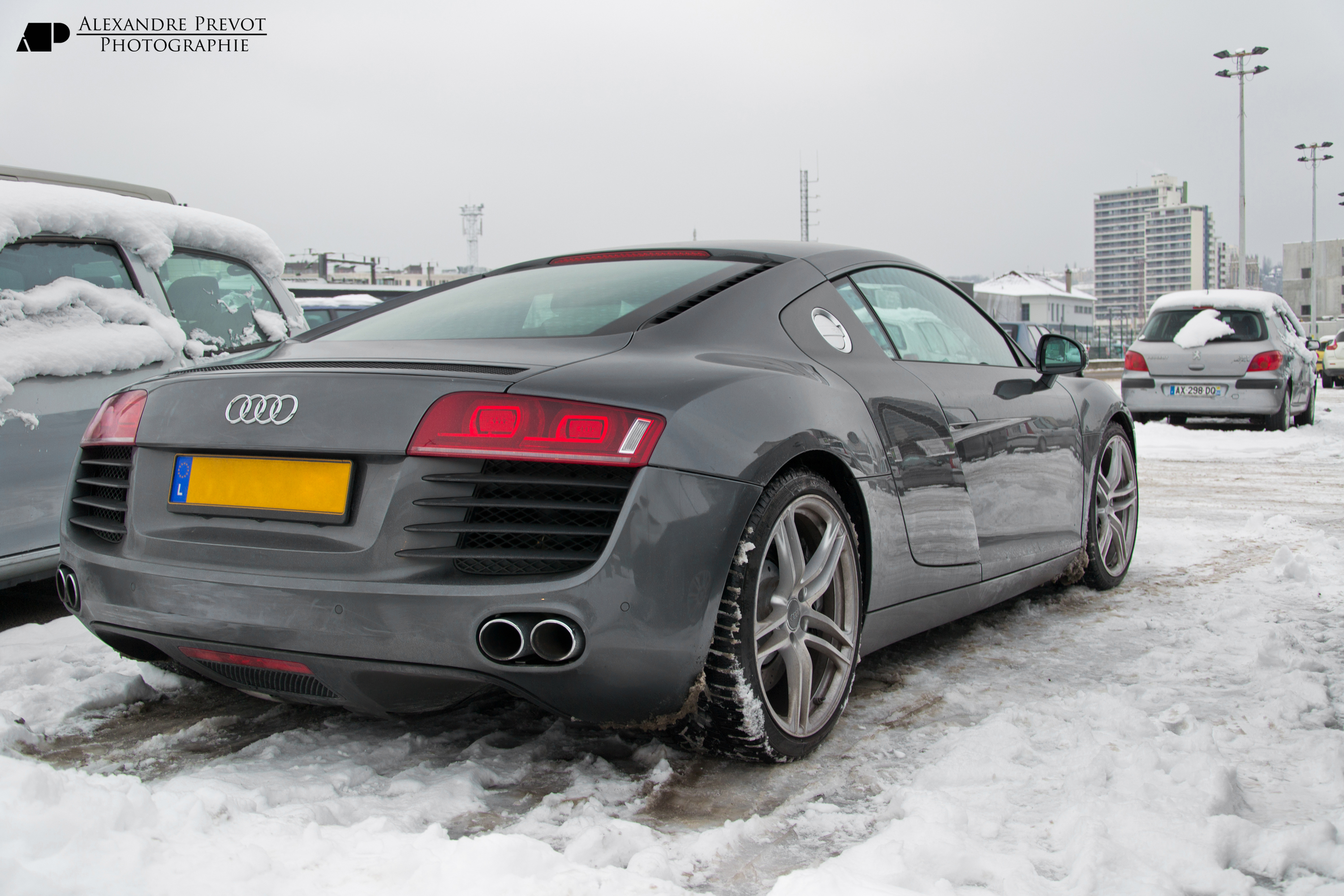
Vista posterior en Nancy, Francia en 2013.
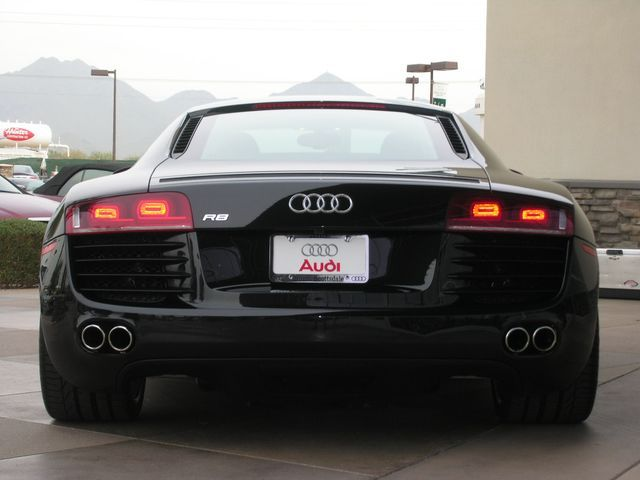
Vista posterior el 25 de febrero de 2008.
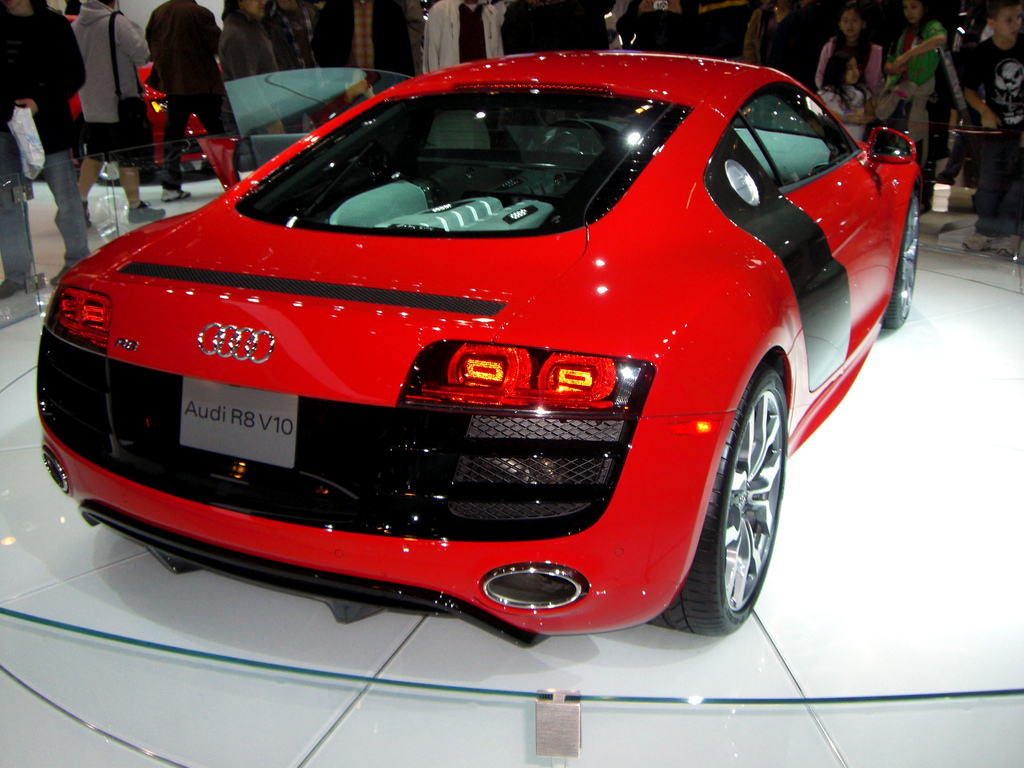
Vista posterior del R8 V10 en 2009.

## Interior
La arquitectura del habitáculo está orientada básicamente hacia el conductor. El volante, como cualquier deportivo moderno, es chato en su parte inferior, ya que es la única forma de dar lugar a las piernas. El diseño combina mucha modernidad y algunos toques retro, como se ve en la forma de los indicadores.
El tapizado es de cuero, pero opcionalmente se pueden solicitar asientos especiales desarrollados por Quattro GmbH. Detrás de los asientos existe un pequeño espacio de 100 litros (26,4 galAm) de capacidad para guardar dos bolsos o, según los diseñadores, dos bolsas de palos de golf.

## Mecánica

### Motores de gasolina actuales y futuros
Con el V8 de 4163 cm³ (4,2 litros) con cuatro válvulas por cilindro (32 en total) e inyección directa FSI, relacionado con el de otros modelos del Grupo Volkswagen, su potencia máxima es de 420 CV (414 HP; 309 kW) a las 8000 rpm y un par motor máximo de 430 N·m (317 lb·pie). Entre las 3500 y 7600 rpm, el par motor es superior a 385 N·m (284 lb·pie), aunque este motor ya se encuentra obsoleto y ya no se ofrecería para el modelo 2016.
El modelo V8 acelera de 0 a 100 km/h (62 mph) en 4,2 segundos y su velocidad máxima es de 302 km/h (188 mph).
Con el V10 de 5204 cm³ (5,2 litros), también con cuatro válvulas por cilindro (40 en total) e inyección directa FSI, derivado del Lamborghini Gallardo y Huracán, su potencia máxima es de 525 CV (518 HP; 386 kW) y un par motor máximo de 530 N·m (391 lb·pie) para la versión 5.2 FSI Quattro, 560 CV (552 HP; 412 kW) y un par motor máximo de 540 N·m (398 lb·pie) para la versión GT, mientras que para el V10 Plus de la 2ª generación, se incrementa hasta los 610 CV (602 HP; 449 kW) a las 8250 rpm y un par motor máximo de 560 N·m (413 lb·pie).
Tanto el V8 como el V10, tienen una relación de compresión de 12,5:1.
| Tipo | Alimentación | Cilindrada                   | Potencia máxima         | Notas                                      |
| ---- | ------------ | ---------------------------- | ----------------------- | ------------------------------------------ |
| V8   | FSI          | 4163 cm³ (4,2 L; 254 plg³)   | 420 CV (414 HP; 309 kW) | Anterior motor VW.                         |
| V10  | FSI          | 5204 cm³ (5,2 L; 317,6 plg³) | 525 CV (518 HP; 386 kW) | 5.2 FSI Quattro.                           |
| V10  | FSI          | 5204 cm³ (5,2 L; 317,6 plg³) | 549 CV (541 HP; 404 kW) | 5.2 FSI Quattro Plus S-Tronic.             |
| V10  | FSI          | 5204 cm³ (5,2 L; 317,6 plg³) | 560 CV (552 HP; 412 kW) | R8 GT.                                     |
| V10  | FSI Plus     | 5204 cm³ (5,2 L; 317,6 plg³) | 610 CV (602 HP; 449 kW) | 2ª generación "4S".                        |
| V6   | TFSI         | 2901 cm³ (2,9 L; 177 plg³)   | 450 CV (444 HP; 331 kW) | Reemplazaría al V8 FSI de entrada de gama. |

### Motor diésel

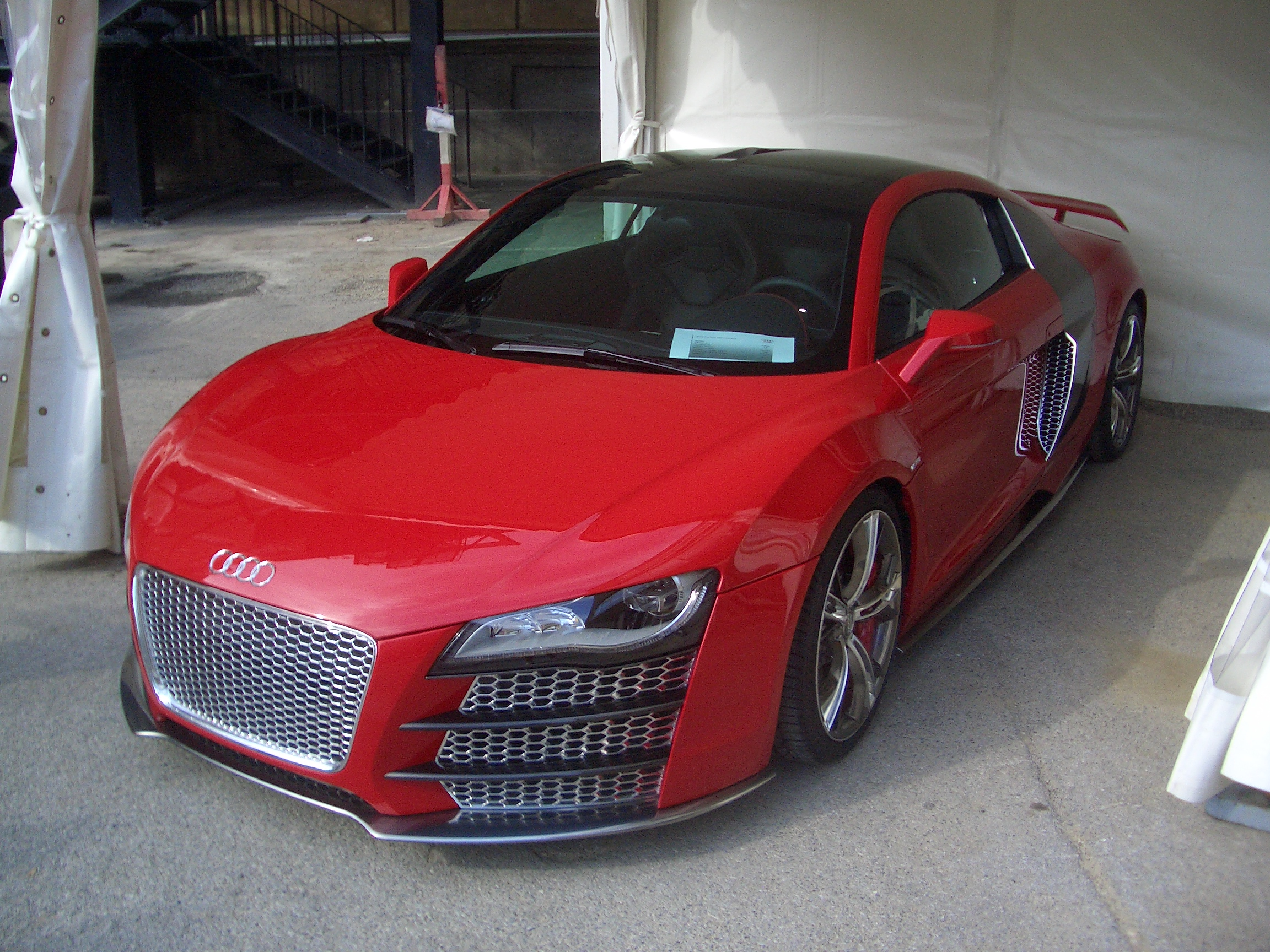
Exterior del concepto R8 V12 TDI.

En mayo de 2009, Audi decidió poner fin a los planes para producir el R8 motor V12 TDI de 5,5 litros con 500 CV (493 HP; 368 kW) y un par máximo de 1000 N·m (738 lb·pie), con una capacidad de recuperación que puede superar a más de un muscle car, citando el coste de la reestructuración de la gasolina del R8 para dar cabida al motor diésel biturbo es simplemente demasiado grande - y que sería incapaz de recuperar su inversión a través de las ventas, además la dificultad de acoplar el motor en el chasis de producción, es decir, el proceso de ingeniería para ubicar en el vano del R8 el motor V12 de mayor tamaño no es nada sencillo y supone unos costes demasiado elevados, mismos que no serían cubiertos por las ventas.
Finalmente, en 2010 Audi montó el motor 4.2 TDI con 320 CV (316 HP; 235 kW) del Q7, ofreciendo unas buenas prestaciones y un consumo de apenas 7 L/100 km (14,3 km/L; 33,6 mpgAm) y una velocidad máxima de 270 km/h (168 mph) por un precio de 125000 €.
Solamente estuvo a la venta hasta 2013 por falta de demanda.
El prototipo aceleraba de 0 a 100 km/h (62 mph) en algo más de 4 segundos y tenía una velocidad máxima superior a los 300 km/h (186 mph).

### Motor eléctrico

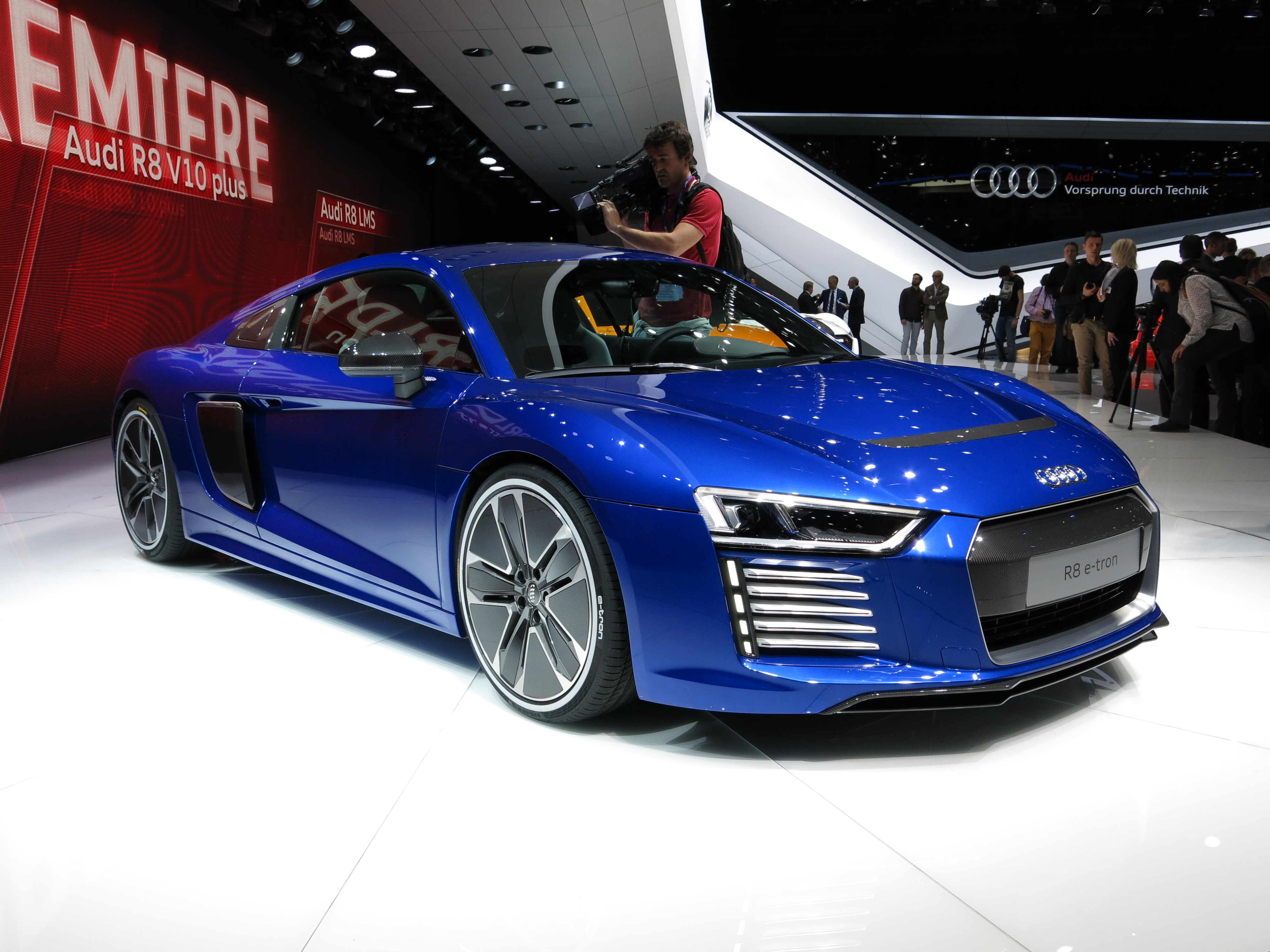
Prototipo del Audi R8 e-tron (versión eléctrica), en el Salón del Automóvil de Ginebra el 3 de marzo de 2015.

El jefe de ingenieros de Audi, Ulrich Hackenberg, confirmó que una versión de propulsión totalmente eléctrica será comercializada en 2015, a la par de que estaban trabajando en una versión híbrida eléctrica enchufable que alcanzaba 333 CV (328 HP; 245 kW) con una aceleración de 0 a 100 km/h (62 mph) en 4,1 segundos; y que le ha permitido dar una vuelta a Nürburgring en apenas 8 minutos y 9 segundos.
El prototipo R8 e-tron presentado en 2013 equipaba dos motores síncronos de 190 CV (187 HP; 140 kW) y un par máximo de 410 N·m (302 lb·pie), cada uno unidos a las ruedas mediante unos engranajes planetarios con relación de desmultiplicación de 6 a 1 que podrían girar hasta 12500 rpm. Tenía una aceleración de 0 a 100 km/h (62 mph) en 4,2 segundos y podía alcanzar los 256 km/h (159 mph), aunque para no limitar en exceso la autonomía, la velocidad máxima estaba limitada a 200 km/h (124 mph).
Finalmente, Audi develó el 26 de febrero de 2015 las especificaciones del R8 e-tron que llegaría a producción. Equiparía una planta motriz de dos motores de 170 kW (231 CV; 228 HP) cada uno, para un total de 340 kW (462 CV; 456 HP) y un par motor máximo de 920 N·m (679 lb·pie), con lo cual tendría una aceleración de 0 a 100 km/h (62 mph) en 3,9 segundos y su velocidad máxima estaría limitada a 250 km/h (155 mph) para proteger las baterías, las cuales tendrían una capacidad de 90,2 kWh (324,7 megajulios), dando una autonomía de 450 km (280 millas). Su peso sería de 1840 kg (4057 lb), por lo que la relación peso a potencia sería de 4:1.

### Lubricación
El sistema de lubricación se realiza por cárter seco para evitar problemas de lubricación bajo fuertes aceleraciones laterales. El motor V8 de 4163 cm³ (4,2 litros) lleva 10 litros (10,6 USqt) de aceite.

### Tracción y transmisión
El R8 tiene el sistema de tracción integral Quattro y está disponible con una transmisión manual de seis marchas y una semiautomática, esta última llamada R-tronic. No hay conexión física entre la palanca y la caja, sino que la información se transmite en forma alámbrica.
El reparto de pesos es de 34% delante y 66% detrás.

### Suspensión y neumáticos
La suspensión es de doble brazo en ambos ejes e incorpora la tecnología "Audi Magnetic Ride". Los amortiguadores tienen un líquido magnético cuya viscosidad puede cambiarse para endurecer o ablandar la suspensión, elegida de acuerdo con cada situación por una computadora la cual, a través de unos electroimanes, reagrupa las partículas metálicas dentro del fluido haciendo el líquido más viscoso; con esto, se dificulta el paso del fluido de una cámara a la otra consiguiendo más dureza en el amortiguador.
Las cubiertas tienen un tamaño 235/40 R18 pulgadas (45,7 cm) delante y 285/35 R18 pulgadas (45,7 cm) detrás, incluso 19 pulgadas (48,3 cm) como equipamiento opcional. El centro de gravedad es bajo debido a la escasa altura del automóvil, lo que aumenta la estabilidad en curva.

## Versiones
- 2007 - Audi R8 Coupé.

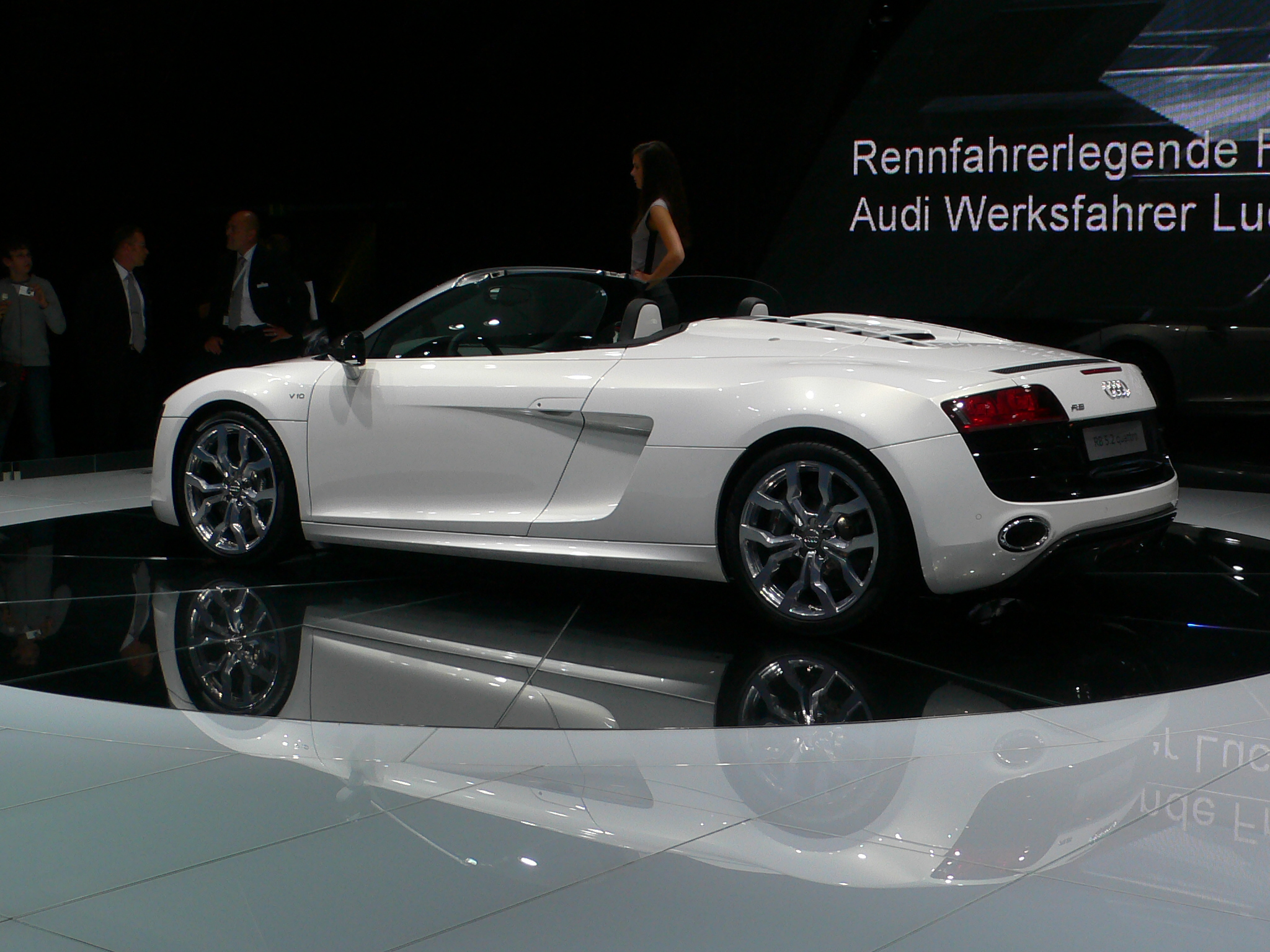
Audi R8 V10 Spyder.

- R8 V12 TDI Le Mans (versión diésel, primero introducido en el Salón del Automóvil de Detroit de 2008).[11]
- 2008 - Audi R8 Targa o Roadster. Se postuló su lanzamiento en 2008.[12]
- 2009 - Audi R8 Spyder, versión cabrio.[13][14]
- 2010 - Audi R8 GT: Serie especial lanzada en 2010.
- 2014 - Audi R8 V10 Plus, versión nueva de la primera generación que posee 25 CV (18,4 kW) más que un R8 estándar y mejorando las prestaciones.
- 2014 - Reestilización del Audi R8 V8 y V10.
- 2016 - Presentación de los Audi R8 V10 y V10 Plus de segunda generación.
- 2018 - Audi R8 RWS, versión limitada a 999 unidades con tracción trasera.
- 2018 - Audi R8 V10 Plus con partes de Audi Sport, limitada a solamente 44 unidades.

### R8 Coupé
Por primera vez en un automóvil de carreras, Audi instala un motor central en uno de sus deportivos. Se trataba de un V8 que anteriormente montaba el RS4, que aporta al R8 una potencia de 420 CV (414 HP; 309 kW). Este motor trasladaba al R8 de 0 a 100 km/h (62 mph) en 4,6 segundos superando los 300 km/h (186 mph) como velocidad máxima. Estas prestaciones se deben también a que este modelo apenas supera los 1500 kg (3307 lb).
- 2015 - Audi R8

Nuevo Audi R8, con un V10 que es utilizado en dos versiones: V10 y V10 Plus de 560 CV (552 HP; 412 kW) y 610 CV (602 HP; 449 kW), respectivamente.

### R8 GT

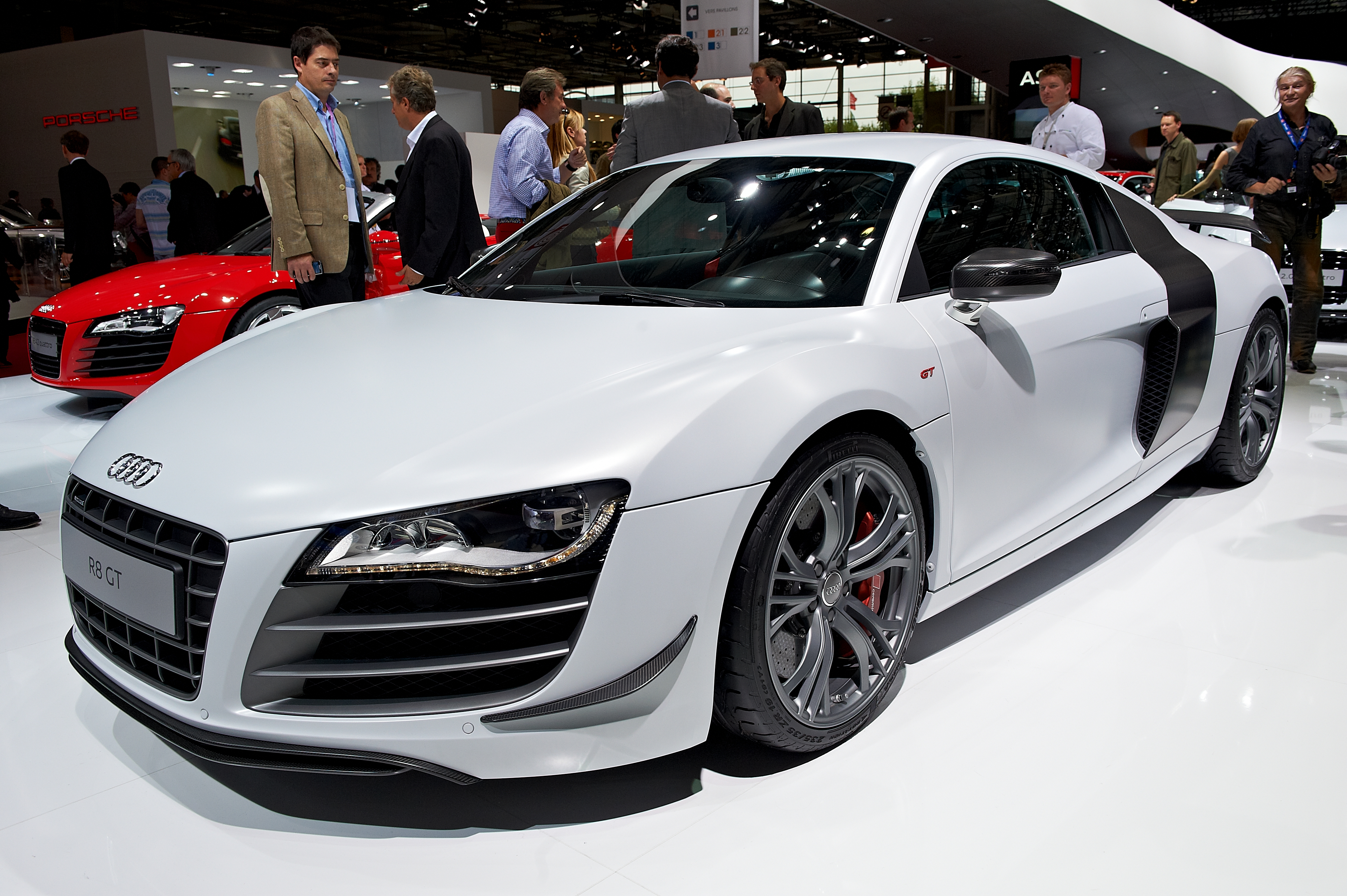
R8 GT en el Salón del Automóvil de París el 1 de octubre de 2010.

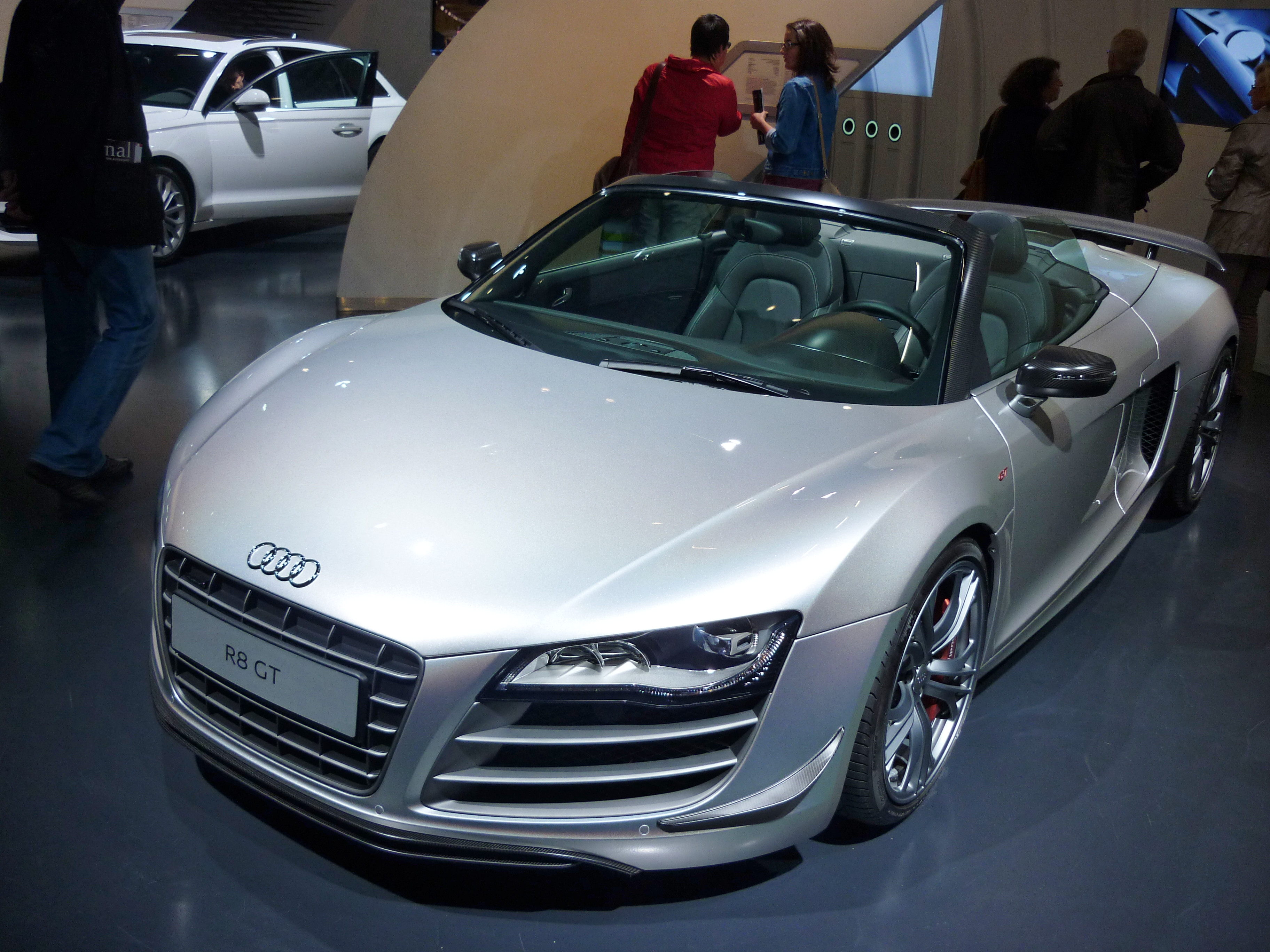
GT Spyder en Autostadt el 3 de octubre de 2012.

El R8 GT presentado en 2010 es una serie especial que monta un V10 de 5204 cm³ (5,2 litros) con 560 CV (552 HP; 412 kW) a las 8000 rpm y un par motor máximo de 540 N·m (398 lb·pie) a las 6500 rpm, consume en ciclo combinado 13,7 L/100 km (7,3 km/L) que estaría disponible con cambio automático R-Tronic de seis velocidades.
Respecto al modelo original, mejora la relación peso a potencia que en este caso es de 2,72 kg/cv, gracias al aumento de 35 CV (25,7 kW) comparados con el motor V10 del R8 estándar y la reducción de 100 kg (220 lb) de peso, obtenida principalmente aligerando el grosor del parabrisas frontal y sustituyendo el cristal de la luna trasera que separa habitáculo del vano motor por policarbonato, así como los paneles de aluminio de la carrocería, haciendo amplio uso también de plásticos reforzados con fibra de carbono y sustituyendo el alerón activo por otro de diseño fijo, con lo cual deja su peso total en 1525 kg (3362 lb). Acelera de 0 a 100 km/h (62 mph) en 3,6 segundos y tiene una velocidad máxima de 320 km/h (199 mph).
Opcionalmente, también era posible instalar un paquete "racing" homologado para su uso en carretera, con jaula antivuelco, cinturones de cuatro puntos, extintor y desconexión de la batería.
Este coche tiene una nueva variante llamada R8 GT Supersport, la cual acelera de 0 a 100 km/h (62 mph) en 3,3 segundos y tiene una velocidad máxima de 335 km/h (208 mph). Es un superdeportivo mucho más potente. La producción estaría limitada a 333 unidades.

## Ficha técnica
Todos los motores son naturalmente aspirados con inyección directa FSI, admisión variable, distribución de doble (DOHC) árbol de levas a la cabeza por cada bancada de cilindros y 4 válvulas por cilindro, con distribución de válvulas variable (VVT), además de un sistema de tracción integral Quattro con control de estabilidad, excepto la versión eléctrica.
| Modelos                         | 4.2 Quattro                                                                             | 5.2 Quattro                                                                             | Spyder 5.2 Quattro                                                                      | 5.2 Plus Quattro S-Tronic                   | R8 GT                                       | e-tron                   |
| ------------------------------- | --------------------------------------------------------------------------------------- | --------------------------------------------------------------------------------------- | --------------------------------------------------------------------------------------- | ------------------------------------------- | ------------------------------------------- | ------------------------ |
| Motor                           | V8 a 90°                                                                                | V10 a 90°                                                                               | V10 a 90°                                                                               | V10 a 90°                                   | V10 a 90°                                   | Eléctrico.               |
| Cilindrada                      | 4163 cm³ (4,2 L; 254 plg³)                                                              | 5204 cm³ (5,2 L; 317,6 plg³)                                                            | 5204 cm³ (5,2 L; 317,6 plg³)                                                            | 5204 cm³ (5,2 L; 317,6 plg³)                | 5204 cm³ (5,2 L; 317,6 plg³)                | n/a.                     |
| Relación de compresión          | 12,5:1                                                                                  | 12,5:1                                                                                  | 12,5:1                                                                                  | 12,5:1                                      | 12,5:1                                      | n/a.                     |
| Potencia máxima                 | 420 CV (414 HP; 309 kW) @ 7800 rpm.                                                     | 525 CV (518 HP; 386 kW) @ 8000 rpm.                                                     | 525 CV (518 HP; 386 kW) @ 8000 rpm.                                                     | 549 CV (541 HP; 404 kW) @ 8000 rpm          | 560 CV (552 HP; 412 kW) @ 8000 rpm          | 462 CV (456 HP; 340 kW). |
| Par máximo                      | 430 N·m (317 lb·pie) @ 4500-6000 rpm.                                                   | 530 N·m (391 lb·pie) @ 6500 rpm.                                                        | 530 N·m (391 lb·pie) @ 6500 rpm.                                                        | 540 N·m (398 lb·pie) @ 6500 rpm.            | 540 N·m (398 lb·pie) @ 6500 rpm.            | 920 N·m (679 lb·pie).    |
| Transmisión                     | Manual, R-Tronic y S-Tronic.                                                            | Manual y R-Tronic, ambas de seis marchas más reversa.                                   | Manual y R-Tronic, ambas de seis marchas más reversa.                                   | S-Tronic de siete marchas.                  | R-Tronic de seis marchas.                   | n/a.                     |
| Aceleración 0-100 km/h (62 mph) | 4,2 segundos.                                                                           | 3,7 segundos.                                                                           | 4,2 segundos.                                                                           | 3,5 segundos.                               | 3,6 segundos.                               | 3,9 segundos.            |
| Velocidad máxima                | 302 km/h (188 mph).                                                                     | 317 km/h (197 mph).                                                                     | 320 km/h (199 mph).                                                                     | 317 km/h (197 mph).                         | 320 km/h (199 mph).                         | 260 km/h (162 mph).      |
| Consumo medio                   | 14,6 L/100 km (6,8 km/L; 16,1 mpgAm) (man.) 13,6 L/100 km (7,4 km/L; 17,3 mpgAm) (aut.) | 14,7 L/100 km (6,8 km/L; 16,0 mpgAm) (man.) 13,7 L/100 km (7,3 km/L; 17,2 mpgAm) (aut.) | 14,9 L/100 km (6,7 km/L; 15,8 mpgAm) (man.) 13,9 L/100 km (7,2 km/L; 16,9 mpgAm) (aut.) | 12,9 L/100 km (7,8 km/L; 18,2 mpgAm) (aut.) | 13,7 L/100 km (7,3 km/L; 17,2 mpgAm) (aut.) | n/a.                     |
| Emisiones de CO2                | 349 g (12,3 onzas)/km (man.) 325 g (11,5 onzas)/km (aut.)                               | 351 g (12,4 onzas)/km (man.) 327 g (11,5 onzas)/km (aut.)                               | 356 g (12,6 onzas)/km (man.) 332 g (11,7 onzas)/km (aut.)                               | 299 g (10,5 onzas)/km (aut.)                | 323 g (11,4 onzas)/km (aut.)                | n/a.                     |
| Peso                            | 1565 kg (3450 lb)                                                                       | 1620 kg (3571 lb)                                                                       | 1720 kg (3792 lb)                                                                       | 1595 kg (3516 lb)                           | 1525 kg (3362 lb)                           | 1780 kg (3924 lb)        |

## Producción
En la producción del Audi R8, 120 trabajadores calificados encajan más de 5000 piezas únicas a mano, la fábrica produce 25 coches al día. Noventa y cinco láseres inspeccionan el coche entero en 5 segundos para asegurar que más de 220 mediciones están dentro de 0,1 mm de los planes programados.
Desde el otoño de 2006 hasta finales de 2014, se produjeron un total 26037 unidades, de las cuales 5626 unidades se registraron en Alemania.

## En competición

### R8 GT3 LMS

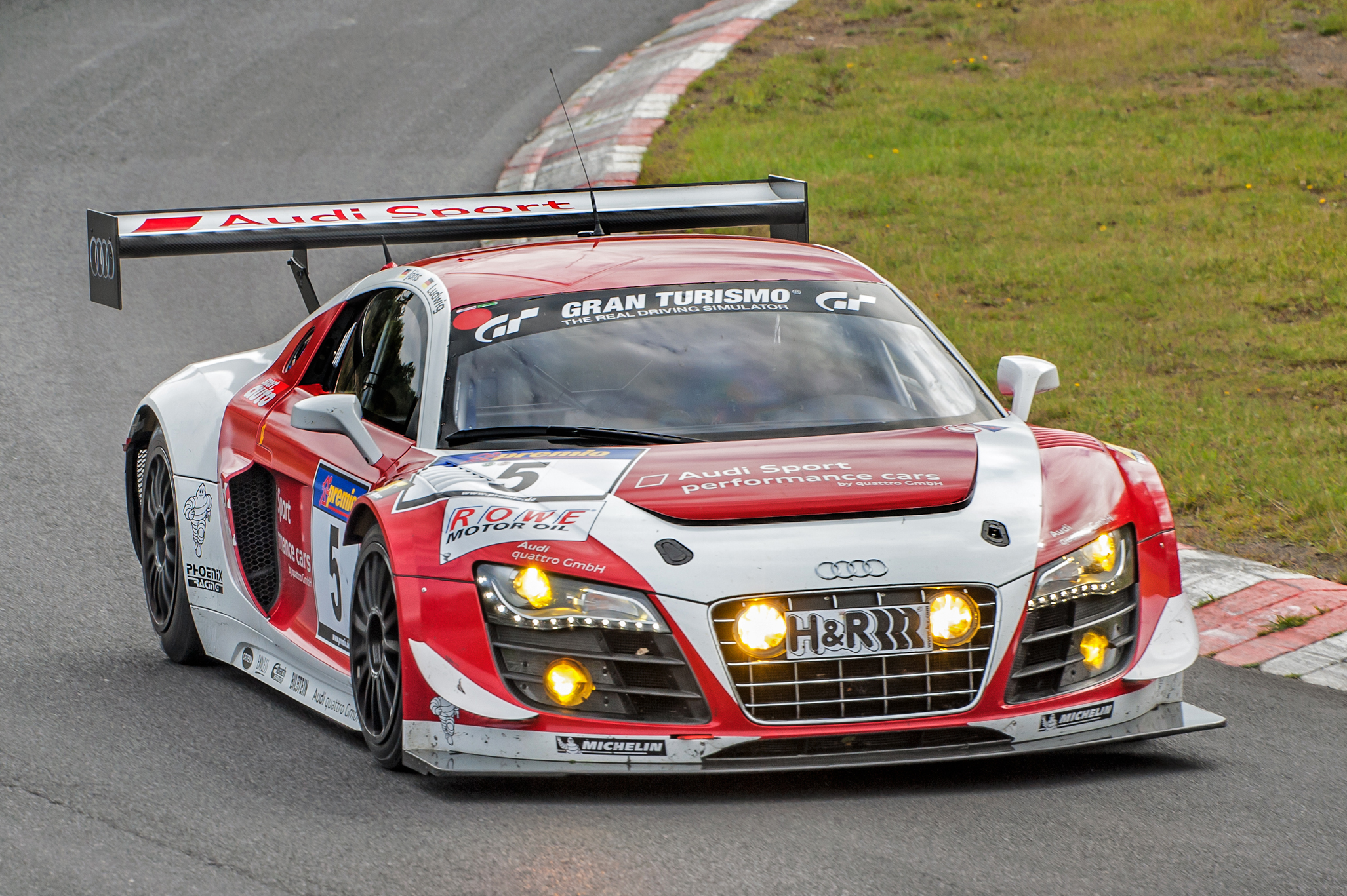
R8 LMS en Nürburgring el 29 de septiembre de 2012.

El R8 GT3 LMS fue presentado en el Salón del automóvil de Essen, Alemania de 2008, que es básicamente un programa de competición para clientes, los cuales pueden comprar un R8 GT3 y participar de manera completamente legal de acuerdo a las accesibles normas de la categoría GT3 de la FIA, similar a la categoría GT2 se la LMS, donde compiten vehículos como los Spyker C8 LMS o los Porsche 911 GT3-RSR.
Para la temporada 2009, participaron en diferentes competiciones, incluyendo las 24 Horas de Nürburgring hasta ocho R8 GT3. Audi como empresa no participará en ninguna competición con estos R8 modificados pero ofrecerá soporte a los clientes que participen en estas competiciones.
No está permitido competir con tracción integral por requisitos de la categoría GT3, por lo que se le adapta la tracción trasera con un motor V10 de aspiración natural con más de 500 CV (493 HP; 368 kW) para la versión de competición. También se estrena una transmisión secuencial de 6 velocidades.
La aerodinámica se ha trabajado con modificaciones como difusores o splitters, además de un prominente alerón. El rendimiento esperado del R8 GT3 es muy alto, con una aceleración hasta los 100 km/h (62 mph) de unos 4 segundos y una velocidad máxima cercana a los 320 km/h (199 mph).

### R8 LMS Ultra

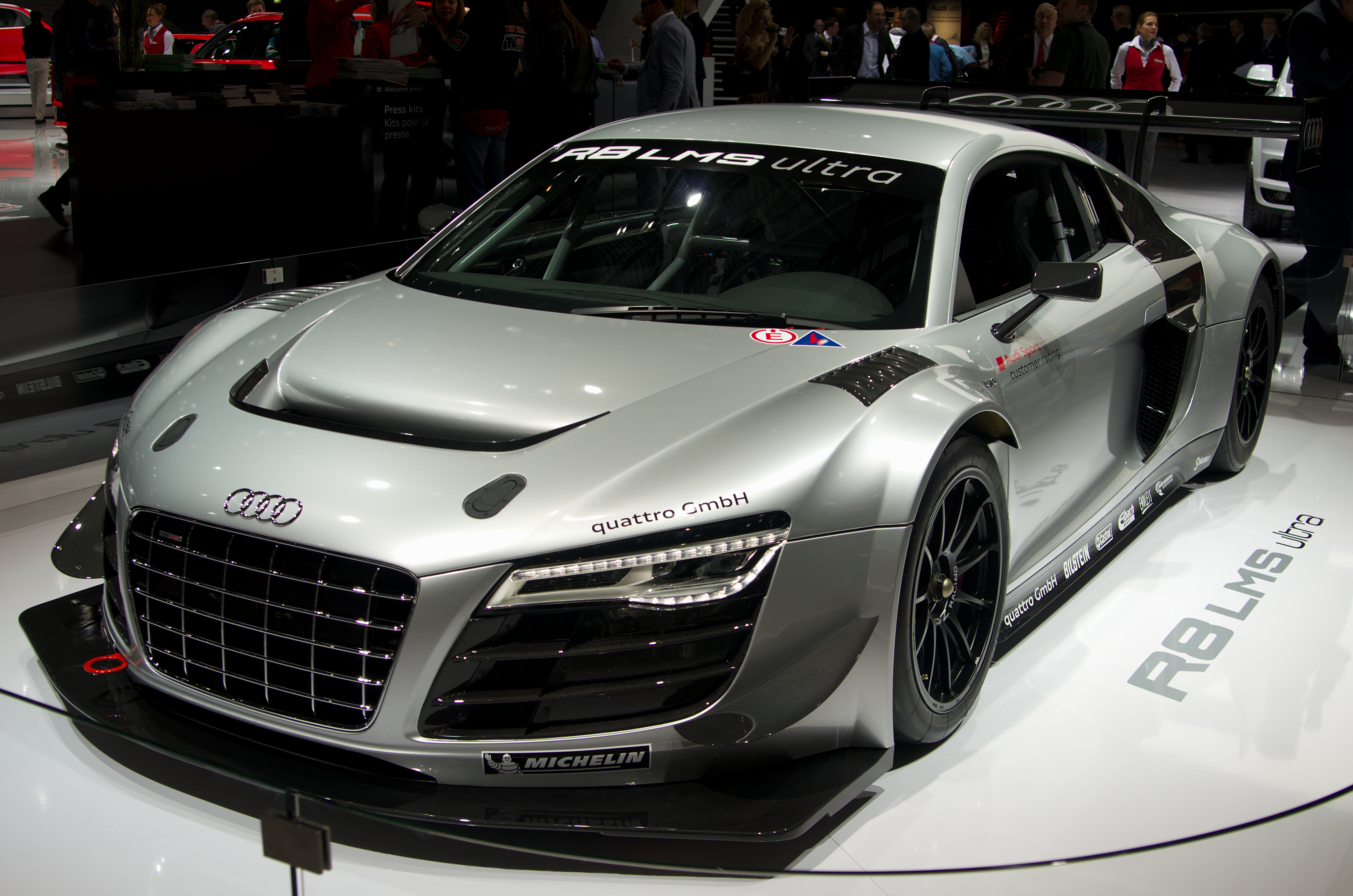
R8 LMS Ultra en el Salón del Automóvil de Ginebra de 2013.

En 2011, Audi comenzó a promocionar en competición su última campaña denominada Ultra. Los Audi R18 de las 24 Horas de Le Mans lucían en su aleta de tiburón el mensaje Audi Ultra, Lightweight Technology, por lo que habían comenzado una operación de reducción de peso.
En el caso del R18, la fórmula funcionó y a pesar de los dos tremendos accidentes sufridos, la tercera unidad en liza pudo lograr la victoria más importante del calendario mundial de resistencia.
De cara a la temporada, Audi presentó el R8 LMS Ultra, una versión muy actualizada del GT3 que pretendía dar frescura al modelo alemán ante la llegada de nuevos y poderosos rivales, como Aston Martin, Nissan o los Ferrari 458 Italia. Para ello, el GT de Audi ha recibido muchas de mejoras, como puertas en fibra de carbono reforzadas con paneles de espuma para proteger al pilotos, suspensiones Bilstein más ligeras, aerodinámica actualizada, refrigeración mejorada, conductos de ventilación de frenos retocados, mejoras en el cockpit para aumentar la seguridad del piloto.
Además, el Audi R8 LMS Ultra de 2012, podía utilizar neumáticos de mayor tamaño, tanto en diámetro como en ancho, lo que le debería permitir mejorar sus prestaciones en pruebas de resistencia.